# Wisła Płock SA

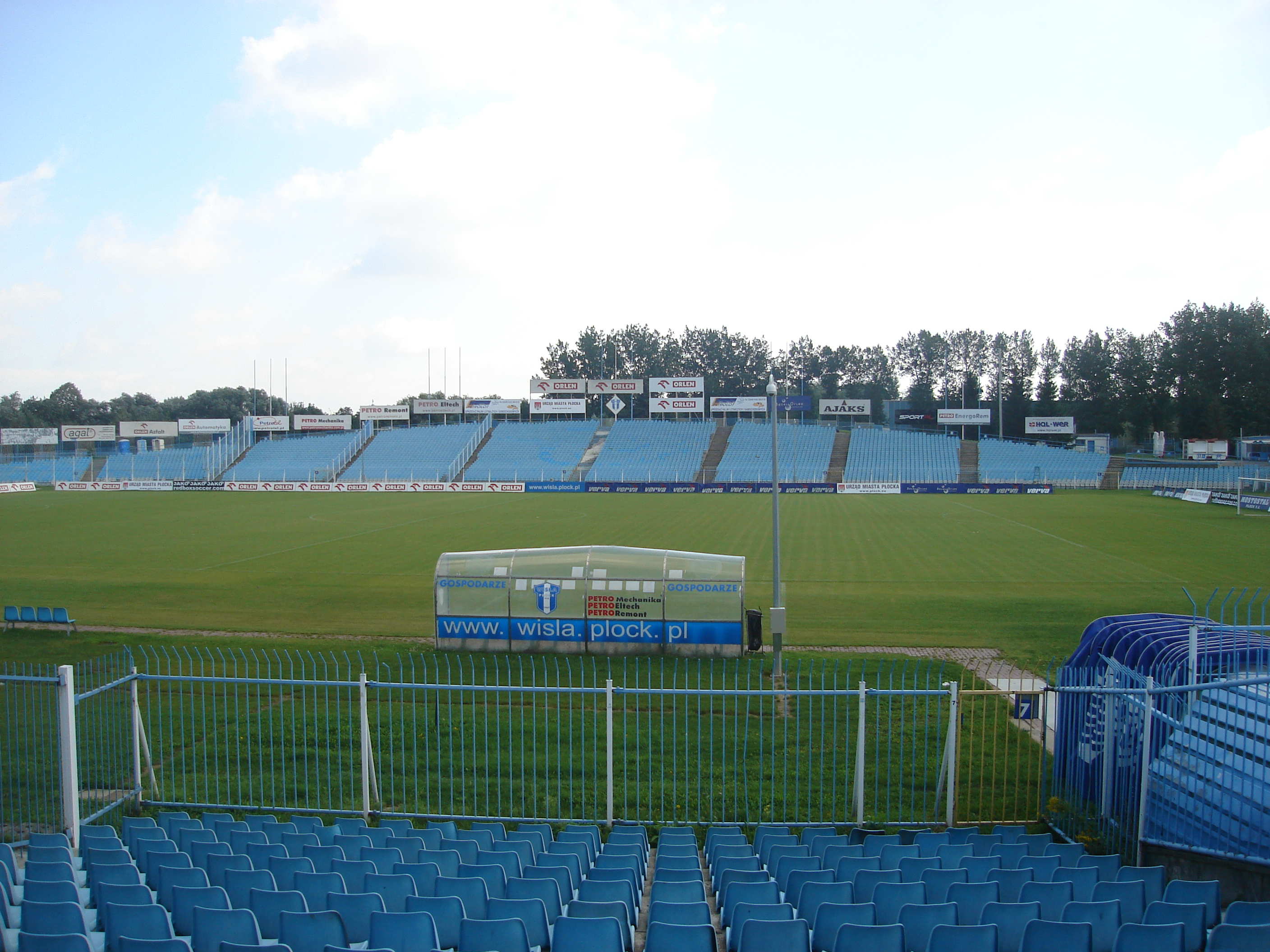
Estadi Kazimierz Górski

El Wisła Płock Spółka Akcyjna és un club de futbol polonès de la ciutat de Płock.

## Història
El club va néixer l'any 1947. El seu principal triomf fou la copa polonesa de l'any 2006. Evolució del nom:
- 1947: Elektryczność Płock
- 1950: ZS Ogniwo Płock (fusió amb ZS Ogniwo)
- 1955: ZS Sparta Płock (fusió amb ZS Sparta)
- 1955: PKS [Płocki KS] Wisła Płock
- 1963: ZKS Wisła Płock
- 1992: ZKS Petrochemia Płock
- 1999: KS Petro Płock
- 2000: Orlen Płock
- 2002: ZKS Wisła Płock

## Palmarès
- Copa polonesa de futbol: 
  - 2006
- Supercopa polonesa de futbol: 
  - 2006